# André Werner
André Werner (* 4. Juni 1960 in Bremerhaven) ist ein deutscher Komponist.
Er lebt und arbeitet in Berlin.

## Leben
Nach dem Studium der klassischen Gitarre und Oboe an der Musikhochschule Bremen (1980 bis 1986) studierte Werner von 1986 bis 1992 Komposition an der Hochschule der Künste Berlin bei Frank Michael Beyer. Während des Studiums begann er mit der Arbeit im Studio für Elektronische Musik an der HdK Berlin und später an der TU Berlin; neben verschiedenen Kompositionen für Instrumente und Live-Elektronik entwickelte er dort schwerpunktmäßig erste Ansätze für die Erforschung psychoakustischer Phänomene und ihrer Anwendung in eigenen Werken. Seine Arbeit umfasst Werke für das Musiktheater, Orchester- und Kammermusik sowie Kompositionen für die Stimme (Klavierlied oder Solo).

## Auszeichnungen
- 1990: Preisträger beim Kompositionswettbewerb Hitzacker
- 1992: Auswahl der Komposition Descrizione Umoristica für die Weltmusiktage 1993 (Mexiko-Stadt)
- 1993: Kunstpreis Berlin (Förderungspreis für Musik)
- 1993: Rompreis Deutsche Akademie Rom Villa Massimo (1995/1996)
- 1993: Kompositionspreis Stuttgart
- 1995: Venedig-Stipendium im Deutschen Studienzentrum in Venedig
- 1995: Produktion einer Portrait-CD durch die Edition Zeitgenössische Musik des DMR (erschienen im August 1998)
- 1997: Cité Internationale des Arts Paris (1998)
- 2000: Villa Aurora Aufenthaltsstipendium (Los Angeles, 7–9/2001)
- 2001: Förderpreis des Ernst von Siemens Musikpreis
- 2005: Casa di Goethe Stipendium Rom
- 2008: Villa Serpentara Stipendium der Akademie der Künste (Berlin) in Olevano Romano

## Werke (Auswahl)
Musiktheater
- Tele-Vision Kammeroper (1993/94) (Libretto: André Krellmann)
- Die Nachtblaue Fee / La Fata Turchina (1996/97) 
 Kammeroper für Kinder & Erwachsene (Libretto: Elisabetta Niccolini)
- Marlowe: Der Jude von Malta Oper nach Christopher Marlowe (1998–2002) (Libretto: André Werner)
- Lavinia A. Oper nach William Shakespeare (2006) (Libretto: Gerd Uecker)
- Manifest 2 Musiktheater nach einem Dossier der HA VIII für 5 Stimmen, Kammerchor, Orchester, Elektrocombo & Banda (2019/21)

Orchesterwerke
- extinción für großes Orchester (1990/91)
- IV,1 für großes Orchester (1995)
- Schattengitter für großes Orchester (2007)
- Augen-Blicke für Alt & Kammerorchester (2009)
- BlackNoise II für Countertenor, Kammerensemble & Live-Elektronik (2015)

Kammermusik
- Descrizione Umoristica (nach Pier Paolo Pasolini) für Sopran & Klavier (1990)
- Veglia für Klar., Hn., Klav., 2 Vle., Vc., Kb. & Kammerchor (1991)
- III,1 für Flöten & Live – Elektronik (1992)
- II,1 für Klavier & Kammerensemble (1993/94)
- cante – grito für Streichquartett (1994)
- Serenata für Violoncello Solo (1994)
- Zarathustra I (nach Friedrich Nietzsche) für Alt Solo (1994)
- tu sombra (nach P. Salinas) für Alt & Klavier (1995)
- Disegni für Klavier vierhändig (1996)
- ..it wears, sir, as it grows… für Subkontrabassflöte & Live-Elektronik (1996)
- Dying Tiger (nach Emily Dickinson) für Frauenstimme & Zuspielband (1996)
- Quintett 1998 für Mezzosopran, Harfe & Streichtrio (1998)
- Jahnn-Lieder (nach Hans Henny Jahnn) für Counter-Tenor & Klavier (1999/00)
- 7 Klavierstücke (2004/2005)
- Petrarca-Lieder (nach Francesco Petrarca) für Bariton & Klavier (2005/06)
- Weltgeheimnis (nach Friedrich Rückert) für Mezzosopran & Klavier (2008)
- Um Mitternacht (nach Eduard Mörike) für Bariton & Klavier (2009)
- Verschwiegene Liebe (nach Eichendorff) für Mezzosopran & Klavier (2010)
- recuerdos für zwei im Vierteltonabstand gestimmte Klaviere (2011)
- 3 Lieder nach Gedichten von Storm (nach Theodor Storm) für Bass & Klavier (2012)
- Nachtlied für Viola Solo (2013)
- ophelia upon the brook für Klavier Solo (2013)
- L'Estate (nach 2 Gedichten von Eugenio Montale) für Sopran & Klavier (2013/14)
- white deserts für Gitarre Solo (2016)
- tenpo della state (nach Sul volo degli uccelli von Leonardo da Vinci) für Countertenor Solo (2017)
- ..vom fliegen… für Alt, Countertenor, Sprecher, Kammerensemble, Live-Elektronik, Zuspielbänder & 2D/3D Video-Projektionen (2017/21)

Bühnenmusik
- Stella (1999) Schauspiel-Komposition (Schaubühne Berlin, Regie: Andrea Breth)
- Die Möwe (2001, Staatstheater Kassel, Regie: Roland Schäfer)
- Don Juan kommt aus dem Krieg (2002, Ruhrfestspiele Recklinghausen, Regie: R. Schäfer)